# Hans Krauß (Fußballspieler, 1903)
Hans Krauß (* 25. Mai 1903 in Fürth; † 24. Dezember 1981), auch „Urbel“ gerufen, war ein deutscher Fußballspieler und -trainer. Der vorwiegend in der Abwehr eingesetzte Spieler hat mit der SpVgg Fürth zweimal in den Jahren 1926 und 1929 die deutsche Fußballmeisterschaft gewonnen. Beim zweiten Mal stand auch sein jüngerer Bruder Konrad im Team der Grün-Weißen Meistermannschaft.

## Laufbahn

### Spielerkarriere
Hans Krauß, der nach seinem ältesten Bruder Urban „Urbel“ gerufen wurde, schloss sich 1916 der Jugendabteilung der SpVgg Fürth an und wurde sofort in der ersten Jugendmannschaft eingesetzt, mit der er auch in Folge drei Meisterschaftsgewinne feiern konnte. In der Saison 1921/22 wurde das Talent erstmals in der Ligamannschaft eingesetzt: In den zwei Spielen am 8. und 29. Januar gegen SpVgg Erlangen (7:1) und FV 04 Würzburg (1:2). Da von der Kaderqualität her bei der Spielvereinigung in den nächsten Runden der vermehrte Ligaeinsatz nicht besonders gut erschien, wechselte er 1922 zu den Stuttgarter Kickers in die Kreisliga Württemberg. Mit den Kickers gewann er am 3. Februar 1924 das Entscheidungsspiel um die Meisterschaft Württemberg/Baden in Karlsruhe gegen den Freiburger FC mit 4:2 und trat danach mit den „Blauen“ in der Endrunde um die Süddeutsche Meisterschaft (3. Platz) an. Zur Saison 1924/25 kehrte er wieder zur SpVgg Fürth in die Bezirksliga Bayern zurück.
Nach der Rückkehr wurde er mit Fürth in der Saison 1924/25 in der Bezirksliga Bayern Vizemeister und zog mit der Ronhof-Elf am 21. Juni 1925 mit einem 1:0-Heimerfolg im Halbfinale gegen den SV Waldhof in das Endspiel um den Süddeutschen Pokal ein. Er trat dabei als Mittelläufer gegen den Torjäger und Mittelstürmer des SV Waldhof, Albert Brückl, an. 1926 wurde er mit den Fürthern zum ersten Mal Deutscher Meister. Der Weg ins Finale war aber beschwerlich: In der bayerischen Bezirksliga reichte es für Fürth lediglich zum 3. Rang und die Teilnahme an der Endrunde um die süddeutsche Meisterschaft hatten die Grün-Weißen lediglich dem Pokalsieg zu verdanken. In der süddeutschen Endrunde wurde überlegen der FC Bayern München Meister, mit drei Punkten Rückstand wurden die Mannen um „Urbel“ Krauß Vizemeister und waren damit auch für die Endrunde um die deutsche Fußballmeisterschaft 1926 qualifiziert. Dort liefen die Fürther aber zu großer Form auf und setzten sich überlegen gegen FC Viktoria Forst (5:0), Breslauer SC 08 (4:0) und Holstein Kiel (3:1) durch und standen damit im Finale. Extra für die Endspielvorbereitung wurde William Townley wieder als Trainer verpflichtet und gehofft, dass die Süddeutschen dem Meister Brandenburgs, Hertha BSC, in bester Verfassung gegenübertreten würden. Dies war dann auch am 13. Juni in Frankfurt am Main der Fall, Fürth gewann souverän mit 4:1 die deutsche Meisterschaft. Die spieltragende Läuferreihe war in der Besetzung mit „Urbel“ Krauß, Ludwig Leinberger und Konrad Kleinlein dabei angetreten und als Torschützen hatten sich Leonhard Seiderer, Karl Auer und Willi Ascherl ausgezeichnet; das vierte Tor wurde durch ein Eigentor des Herthaner Otto Leuschner fabriziert. Im Grundlagenwerk zur deutschen Fußballmeisterschaft hält Hardy Grüne fest: „Die Niederlage von Hertha BSC war zweifelsfrei verdient, denn Fürth überzeugte durch technisch anspruchsvollen Kombinationsfußball und war auch taktisch hervorragend eingestellt.“
Gegen den Fürther Titelverteidiger glückte Hertha BSC im Halbfinale am 29. Mai 1927 in Leipzig mit einem 2:1-Erfolg die Revanche. Krauß bildete dabei mit Hans Hagen hinter der Läuferreihe mit Georg Knöpfle, Leinberger und Georg Frank die Läuferreihe. Nach einer Fürther 1:0-Führung durch Andreas Franz in der 1. Halbzeit entschied Willi Kirsei in der zweiten Halbzeit das Spiel für Hertha. Im Finale setzte sich am 12. Juni aber der 1. FC Nürnberg mit 2:0 gegen Hertha durch. In der Saison 1927/28 wurde „Urbel“ Krauß mit Fürth zuerst in der Bezirksliga Nordbayern mit einem Punkt Vorsprung gegenüber dem „Club“ Meister, hatte dabei den Nürnberger Erzrivalen auch im Halbfinale um den süddeutschen Pokal am 7. August und im Heimspiel in der Verbandsrunde am 27. November jeweils mit 1:0 geschlagen, aber durch finanzielle Engpässe am 1. Oktober 1927 Trainer Townley an den FSV Frankfurt verloren. Nach dem Heimerfolg im November 1927 gegen den 1. FC Nürnberg vor 22.000 Zuschauern war in der Presse festgehalten worden, „dass Hans Krauß der beste aller Akteure gewesen wäre“. In der Endrunde um die süddeutsche Meisterschaft klappte dann aber der Einzug in die Endrunde um die deutsche Fußballmeisterschaft nicht. Hinter dem FC Bayern München und Eintracht Frankfurt belegten „Urbel“ Krauß und seine Fürther Mannschaftskameraden nur den 3. Rang.
Die Runde 1928/29 ruckelte über weite Strecken für Fürth so vor sich hin: Krauß verlor mit seinen Mannschaftskameraden im Dezember 1928 das Entscheidungsspiel gegen den punktgleichen „Club“ um die Staffelmeisterschaft und war auch in den Spielen um die süddeutsche Meisterschaft nicht voll auf der Höhe. Erst mit dem 2:0-Sieg am 2. Juni 1929 im Entscheidungsspiel in der „Trostrunde“ gegen den FSV Frankfurt zog Fürth als dritter süddeutscher Vertreter in die Endrunde um die deutsche Fußballmeisterschaft ein. In den Spielen um die deutsche Meisterschaft im Juni/Juli 1929 zeigte sich Fürth aber dann von seiner besten Seite, insbesondere in den Spielen gegen Fortuna Düsseldorf (5:1), Hamburger SV (2:0) und im Halbfinale gegen den Breslauer SC 08 bei einem überlegenen 6:1-Einzug in das Endspiel. Anders als im 1926er Endspiel, das Fürth souverän dominiert hatte, ging es am 28. Juli 1929 aber dramatisch zu, woran diverse turbulente Begleitumstände nicht unschuldig waren. Unglücklicherweise hatte der DFB das Endspiel nach Nürnberg vergeben, da waren die Fürther Fans klar im Vorteil und dazu hatte man noch Ressentiments der FCN-Fans, die die dramatische Halbfinalniederlage gegen die Berliner noch nicht überwunden hatten, Raum verschafft. Das Spiel fand in einer aufgeheizten Atmosphäre statt. Es soll im Nürnberger Stadion wahrlich kriegerisch zugegangen sein, und die auf der Tribüne sitzenden FIFA-Beobachter sollen sich nach Augenzeugenberichten „entsetzt vom Spielgeschehen abgewandt“ haben. Schon in der ersten Halbzeit versuchten beide Teams, sich mit Nickeligkeiten und Fouls gegenseitig zu übertrumpfen. Nach dem Seitenwechsel eskalierte die Partie vollends, zumal auch Schiedsrichter Bauwens nicht seinen allerbesten Tag erwischt hatte. Die Herthaner blieben stocksauer dem Abschlussbankett fern.
Dem herausragenden Fürther Abwehrspieler, der sich mit einem überragenden Stellungsspiel und geradezu artistischer Ballbehandlung auszeichnete, wurde nie in der Nationalmannschaft eingesetzt, was eventuell auch mit seinen wiederholten, die Grenzen des Sportlichen überschreitenden Auftritten, zusammen gehängt hatten, denn fußballerisch war er in den 1920er Jahren einer der begnadesten Fußballer im Reichsgebiet.
Von 1932 bis 1934 spielte er für den 1. FC Nürnberg, ehe er erneut zur SpVgg Fürth zurückkehrte. Dort war er wieder als Spielertrainer aktiv und beendete 1937 seine Spielerkarriere in der Gauliga Bayern, als er nochmals in vier Ligaspielen gegen VfB Ingolstadt (2:1), München 1860 (2:0), BC Augsburg (0:2) und den 1. FC Nürnberg (0:5) aufgelaufen war und das junge Talent Ludwig Janda die ersten Schritte im Seniorenbereich unter Krauß startete.

### Trainerkarriere
Das erste Mal als Trainer im Einsatz bei der Spielvereinigung war Krauß ab Juli 1929 bis September 1930. Er war Spielertrainer und übte das Amt gemeinsam mit Hagen und Leinberger aus. Erneut trat er im Juli 1935 bis Juni 1937 in der Gauliga Bayern als Trainer für seinen Verein an. In der Saison 1937/38 trainierte er den VfB Ingolstadt-Ringsee. Von 1938 bis 1940 übte er die Trainertätigkeit beim FSV Nürnberg aus. Nach Ende des Zweiten Weltkriegs war er für die Grün-Weißen auch in der Fußball-Oberliga Süd als Übungsleiter tätig. Nachdem er im Dezember 1947 für ein halbes Jahr den Trainerposten bei der SpVgg Fürth übernommen hatte trainierte er in der Saison 1948/49 Bayern Kitzingen. Zwischen 1949 und 1950 war er erneut Trainer des VfB Ingolstadt-Ringsee, ehe er diese Tätigkeit beim SSV Jahn Regensburg übernahm. 1951 trainierte er zunächst den VfB Eichstätt und später den 1. FC Lichtenfels, bevor er im Februar 1952 zur SpVgg Fürth zurückkehrte und bis Rundenende 1952/53 das Traineramt ausübte.